# Čtvrtý pražský vikariát
Čtvrtý pražský vikariát je územní část pražské arcidiecéze, tvoří ho 17 farností. Okrskovým vikářem je ThLic. Vít Uher, Th.D. Vikariát se rozléhá v severovýchodní části Prahy (Praha III, Praha VIII a Praha IX) a farnostmi v Odoleně Vodě a ve Vinoři (Podolanka, Přezletice, Radonice) zasahuje i do kraje středočeského. Vikariát sousedí na severu s vikariátem podřipským, na východě s staroboleslavským vikariátem, na jihu s třetím vikariátem pražským, na jihozápadě s prvním pražským vikariátem a na západě s druhým pražským vikariátem.
Do konce roku 2020 měl vikariát farností osmnáct, římskokatolická farnost u kostela Nanebevzetí Panny Marie v Třeboradicích však byla 31. prosince 2020 zrušena a její území připojeno k farnosti v Čakovicích.

## Osoby ustanovené ve vikariátu
Osobami ve vikariátu ustanovenými jsou:
- ThLic. Vít Uher, Th.D. – okrskový vikář
- František Čech – sekretář vikariátu
- P. Mgr. ThLic. Martin Hobza, SDB – duchovní rádce mládeže
- Václav Sochor – výpomocný ducvhovní
- Ing. František Beneš – stavební technik
- Ing. arch. David Dlabal – stavební technik

## Farnosti vikariátu
| Farnost                       | Správce                                                  | Další duchovní ve farnosti | Farní kostel                          | Další kostely |
| ----------------------------- | -------------------------------------------------------- | --- | ------------------------------------- | --- |
| Praha-Žižkov                  | ThLic. Vít Uher, Th.D. farář                             | P. Zbigniew Adam Byczkowski OFMConv. P. Mgr. Antonín Ježek výpomocní duchovní RNDr. Mgr. Miloš František Převrátil duchovní péče o nemocné a staré lidi                                                                                  | Kostel svatého Prokopa                | - Kostel svatého Rocha, Šebestiána a Rosálie - Kostel svaté Anny |
| Praha-Holešovice              | P. Pavel Semela farář                                    | Jiří Beran jáhenská služba | Kostel svatého Antonína Paduánského   | - Kostel svatého Klementa |
| Praha-Bohnice                 | P. Ing. Mgr. Leo Pavel Červenka SDB farář                | P. Mgr. Pavel Klimovič SDB výpomocný duchovní Ing. Jan Kofroň rektor u kostela svatého Václava | Kostel svatého Petra a Pavla          | - Kostel svatého Václava - Nemocniční kaple svatého Lazara |
| Praha-Karlín                  | P. Marco Basile FSCB administrátor                       | P. Ing. Marek Mikuláštík FSCB farní vikář | Kostel svatého Cyrila a Metoděje      | - Klášterní kaple svatého Karla Boromejského |
| Praha-Kobylisy                | P. Ing. Mgr. Filip Radek Gottwald SDB farář              | P. Mgr. Václav Jiráček SDB P. Mgr. Pavel Šimůnek SDB Mgr. Vlastimil Vajďák SDB farní vikáři Mgr. Patrícia Dobíšková Mgr. Tomáš Redlich pastorační asistenti P. Jan Vývoda SDB výpomocný duchovní Mgr. Jaroslav Schrötter jáhenská služba | Kostel svaté Terezie od Dítěte Ježíše | - Kaple svaté Kláry |
| Praha-Libeň                   | ThLic. Petr Havlík, Ph.D. administrátor excurrendo       | | Kostel svatého Vojtěcha               | - Zámecký kostel Neposkvrněného Početí Panny Marie - nemocniční kaple nemocnice Na Bulovce |
| Praha-Čakovice                | P. František Čech administrátor                          | Bc. Jan Špaňhel jáhenská služba | Kostel svatého Remigia                | - Kostel Nanebevzetí Panny Marie (Třeboradice) |
| Praha-Dolní Počernice         | doc. PhDr. Libor Ovečka, Th.D. administrátor             | | Kostel Nanebevzetí Panny Marie        | |
| Praha-Hloubětín               | P. Mgr. Tomáš Gregůrek O.Cr. administrátor               | | Kostel svatého Jiří                   | |
| Praha-Chvaly                  | P. Dr. Vojtěch Eliáš                                     | | Kostel svaté Ludmily                  | |
| Praha-Kyje                    | ThLic. Edward Walczyk, Th.D. farář                       | Mgr. Bc. Viktor Mach jáhenská služba Mgr. Marek Stanisław Szpunar výpomocný duchovní | Kostel svatého Bartoloměje            | - Katolická oáza Černý Most - Kaple Malých sester Ježíšových Černý Most |
| Praha-Prosek                  | ThLic. Petr Havlík, Ph.D. administrátor                  | Ing. Mgr. Martin Lejsal jáhenská služba P. Mgr. Tomáš Gregůrek O.Cr. rektor kaple Nejsvětější Trojice | Kostel svatého Václava                | - Kostel Stětí svatého Jana Křtitele (Dolní Chabry) - Zámecká kaple Nejsvětější Trojice (Ďáblice) |
| Praha-Vinoř                   | P. František Čech administrátor excurrendo               | Mgr. Alois Koláček Bc. Jan Špaňhel jáhenská služba | Kostel Povýšení svatého Kříže         | - Kaple svaté Anny (Satalice) - Kostel Stětí svatého Jana Křtitele (Cvrčovice) |
| Praha-Vysočany                | ThLic. Petr Havlík, Ph.D. administrátor excurrendo       | JCLic. Mgr. Ondřej Pávek výpomocný duchovní | Kostel Krista Krále                   | - Kaple Panny Marie (v domově pro seniory) |
| Praha-Kbely                   | P. Mgr. Filip Jan Rathouský OFM administrátor excurrendo | P. Mgr. Lukáš Pavel Bradna OFM výpomocný duchovní | Kostel svaté Alžběty                  | |
| Odolena Voda                  | Mgr. Kamil Vrzal farář                                   | Mgr. Pavel Kuneš rektor kostela v Klecanech Mons. Mgr. Vladimír Málek rektor kostela v Líbeznicích | Kostel svatého Klementa               | - Kostel Nanebevzetí Panny Marie (Klecany) - Kaple svatého Václava (Řež) - Kostel Povýšení svatého Kříže (Zdiby) - Kostel svatého Martina z Tours (Líbeznice) - Kostel Narození svatého Jana Křtitele (Hovorčovice) - Kostel Narození Panny Marie (Pakoměřice) - Kostel svatého Vavřince (Veliká Ves) - Kaple svaté Anny (Panenské Břežany) - Kaple svaté Terezie z Avily (Drasty) - bohoslužební místo v Domově pro seniory Hortenzie |
| Kvazifarnost Praha-Na Balkáně | P. Stefano Pasquero FSCB administrátor                   | Mgr. Alois Koláček jáhenská služba P. Ing. Marek Mikuláštík FSCB farní vikář excurrendo | Kostel svatého Vojtěcha Na Balkáně    | |